# Grzegorz Gasiak
Grzegorz Gasiak (ur. 16 lipca 1947 r. w Rudniku Małym) – polski inżynier budowy i eksploatacji maszyn, mechaniki, specjalizujący się w mechanice ciała stałego oraz mechanice pękania; nauczyciel akademicki związany z Politechniką Opolską.

## Życiorys
Urodził się w 1947 roku w Rudniku Małym, w województwie śląskim. Ukończył kolejno Zasadniczą Szkołę Zawodową w Łabędach w 1964, a następnie Technikum Przemysłowo-Pedagogiczne w Katowicach. W 1972 roku ukończył studia na Wydziale Mechanicznym Wyższej Szkoły Inżynieryjnej w Opolu. Następnie podjął pracę w Zakładzie Mechaniki WSI na stanowisku asystenta. W latach 1974–1977 odbył studia doktoranckie w Instytucie Inżynieryjno-Budowlanym w Moskwie, gdzie uzyskał stopień naukowy doktora nauk technicznych. Po powrocie otrzymał stanowisko adiunkta na opolskiej uczelni techniczne. W 1991 roku Rada Wydziału Mechanicznego Politechniki Wrocławskiej nadała mu stopień naukowy Doktora habilitowanego nauk technicznych w zakresie mechaniki o specjalności mechanika teoretyczna, na podstawie rozprawy pt. Teoretyczna i doświadczalna analiza dużych odksztłceń powłok obrotowych. W 1992 roku został mianowany na stanowisko profesora nadzwyczajnego, a w 2004 roku uzyskał tytuł profesora nauk technicznych. Obecnie pracuje jako profesor zwyczajny w Katedrze Mechaniki i Podstaw Konstrukcji Maszyn Politechniki Opolskiej.
Na Politechnice Opolskiej pełnił szereg ważnych funkcji organizacyjnych. W latach 1993–1999 był prodziekanem do spraw nauki Wydziału Mechanicznego, a następnie od 1999 do 2002 roku był prorektorem do spraw dydaktycznych i studentów.

## Dorobek naukowy
Przedmiotem działalności naukowej prof. Grzegorza Gasiaka jest mechanika konstrukcji pow³okowych i mechanika pękania zmęczeniowego. Opublikował do tej pory ponad 60 prac naukowych, w tym 4 monografie. Jest autorem i współautorem 5 patentów, napisał 5 skryptów. Prowadzi także prace badawcze na rzecz przemysłu. Pod jego kierunkiem wykonano i wdrożono projekt dla Zakładów Azotowych Puławy. Wypromował 7 doktorów.